# Denton (Northamptonshire)
Pour les articles homonymes, voir Denton.
Denton est une paroisse civile et un village du Northamptonshire, en Angleterre.

### Points clés
- Église Sainte-Marguerite (St Margaret’s Church) – Une église médiévale historique.
- Salle du village (Denton Village Hall) – Un lieu central pour les événements communautaires.
- Réservoir de Denton (Denton Reservoir) – Un bel endroit pour se promener et pêcher, faisant partie du réseau du Grand Union Canal.
- Pub local – Un pub traditionnel anglais qui sert souvent de centre social au village.

Denton est bien relié à Northampton et aux villes voisines, offrant un cadre paisible tout en restant proche des commodités urbaines.

Avez-vous une question particulière sur Denton ?